# Johnny Claes
(Octave) John Claes (Londen, 11 augustus 1916 - 3 februari 1956) was een Belgische autocoureur. Voor hij bekend werd als autoracer stond Claes ook bekend als een succesrijk jazztrompetter en bandleider in Groot-Brittannië.

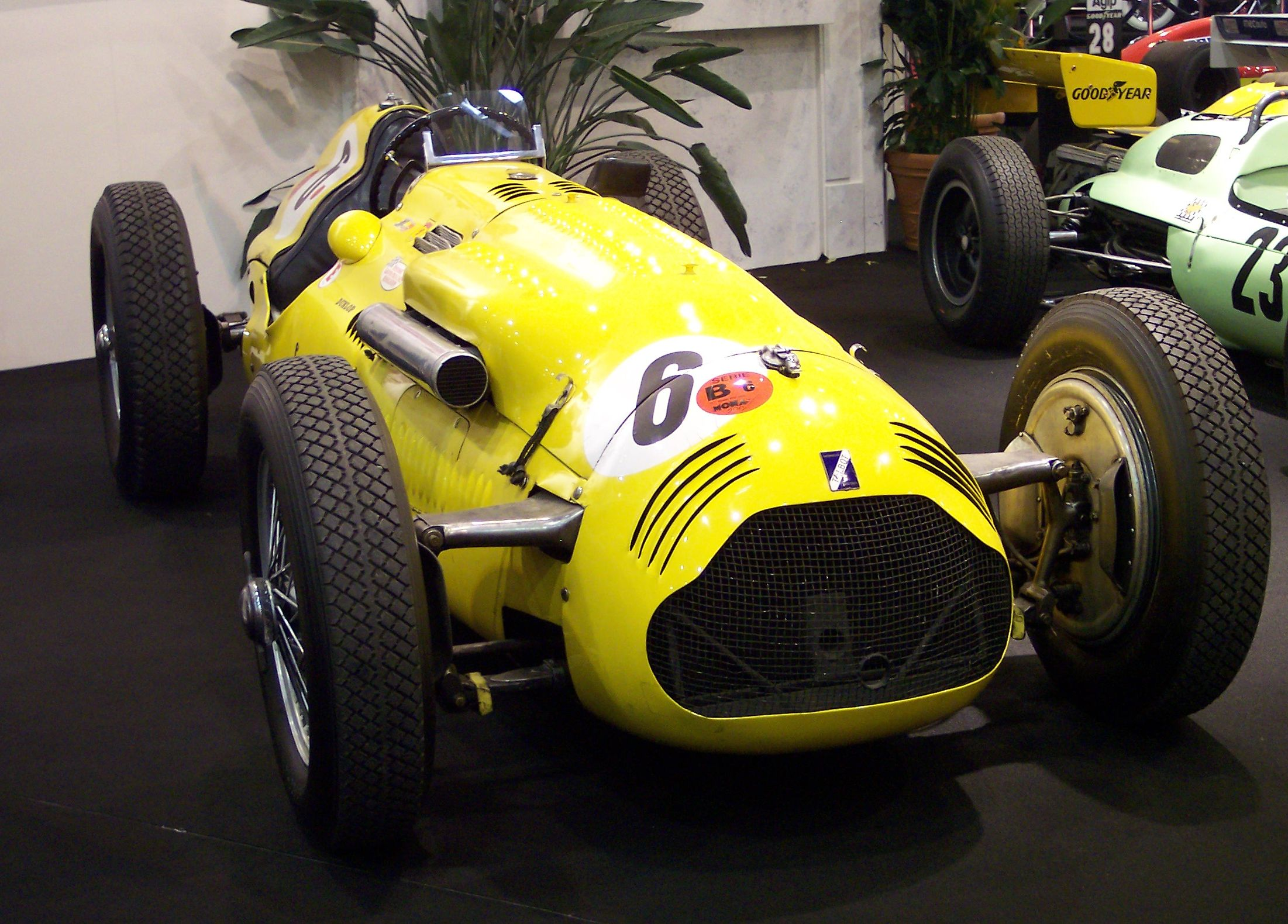
Claes's Talbot Lago T26C, Ecurie Belge 1950

Hij werd geboren als kind van een Schotse moeder en Belgische vader. Claes studeerde in Engeland te Lord William's School. Hij speelde trompet in een jazzband waar ook Max Jones en Billy Mason deel van uitmaakten. Tijdens de jaren 30 verhuisde hij naar België, waar hij onder meer samenwerkte met Valaida Snow, Jack Kluger en Coleman Hawkins. Toen hij terugkeerde naar Engeland leidde hij in 1942 ook zijn eigen band, the Claepigeons. Eind jaren 40 liet hij zijn muzikale carrière varen en werd professioneel autoracer in België.
Claes deed mee aan 23 Formule 1-races. In 1950 won hij de GP des Frontières. In 1955 werd Claes derde in de Luik-Sofia-Luik-rally. Een jaar later overleed hij aan tuberculose.
- Library of Congress Control Number: no2006074537
- MusicBrainz: 395ae1fc-cc7b-442f-aaf9-b1adbbaaf7ce
- Virtual International Authority File: 29289124
- WorldCat: E39PBJcc8vFtgP4GKRvPxYh4MP